# ジュゼッペ・ヴェロネーゼ
ジュゼッペ・ヴェロネーゼ（伊: Giuseppe Veronese、1854年5月7日 - 1917年7月17日
）は、イタリアの数学者。 

## 生い立ち
1872年、Istituto Tecnico di Venezia でラウレアを獲得した。

## 功績
ヴェロネーゼの作品はジュゼッペ・ペアノによって辛辣に批判されていたが、現在では超限数とモデル理論の一部を成す多くの考えに先行し、ペアノや他の数学者に厳密性を注視させることに役立ったと考えられている。また当時の権威の一人であったと言われた。
特に、関係的連続性に関する仮説で著名であり、非アルキメデス的線型連続体の発展の基礎を作り上げた。
またモノグラフの形式で、重要な作品をいくつか発表した。最も有名なもののひとつは1891年の Fondamenti di geometria a più dimensioni e a più specie di unità rettilinee esposti in forma elementare で、一般的にはヴェロネーゼの他の作品と区別して、Fondamenti di geometria （『幾何学の基礎』）と呼ばれる。ペアノとカントールが厳しく批判したのはまさにこの作品であった。一方、レヴィ＝チヴィタは masterful 、ヒルベルトは profound だと評価した。

## 参考文献

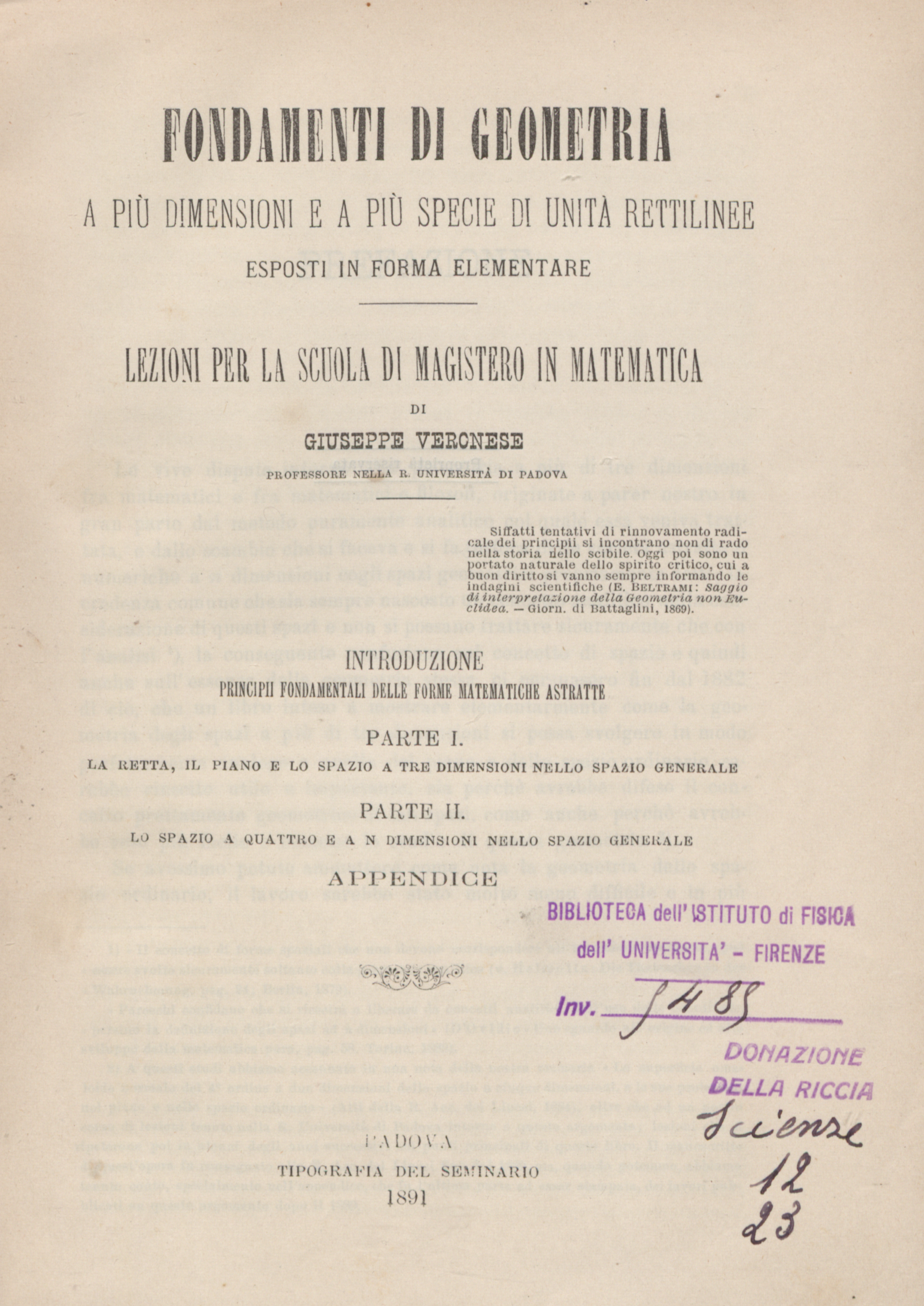
Fondamenti di geometria a piu dimensioni e a piu specie di unità rettilinee, 1891